# 若昂阿尔弗雷杜
若昂阿尔弗雷杜是巴西伯南布哥州的一个市镇。总面积150.22平方公里，总人口27023人，人口密度179.9人/平方公里。